# Jeunesse socialiste unifiée de Catalogne
 (mai 2020).
Si vous disposez d'ouvrages ou d'articles de référence ou si vous connaissez des sites web de qualité traitant du thème abordé ici, merci de compléter l'article en donnant les références utiles à sa vérifiabilité et en les liant à la section « Notes et références ».
La Jeunesse Socialiste Unifiée de Catalogne - Jeunesse Communiste (en catalan: Joventut Socialista Unificada de Catalunya - Joventut Comunista), JSUC - Jeunesse Communiste, Jeunesse Communiste ou simplement JSUC, est une organisation politique d'idéologie marxiste-léniniste, réunissant la jeunesse du Parti socialiste unifié de Catalogne Viu (PSUC Viu) et refondée après la séparation de celle-ci de la Jeunesse Communiste de Catalogne (JCC). Elle sert de référence catalane pour la Jeunesse Communiste (UJCE), représentée au sein de son comité central.
Il fait également partie de Confluència Jove, l'espace jeunesse de la coalition électorale En Comú Podem.

## Membres célèbres
- Lina Òdena (1911-1936)[2]
- Manuel Bergés i Arderiu (1910-1942)[3]